# Народно читалище „Будители – 2004“
Народно читалище „Будители-2004“ е читалище в Септември.
Създадено е на 26 февруари 2004 г. За негов празник е определен 1 ноември – Ден на народните будители. Една от основните задачи в работата на читалището е изучаване и запазване на обичаите и традициите на местното население.
През пролетта на 2005 г. по инициатива на Велка Кадийска, Истира Керимова, Добринка Бояджийска и други членове на читалището с подкрепата на Настоятелството се сформира Женска група за автентичен фолклор. От 2007 г. групата е Представителен ансамбъл на НС на ЦИОФФ за България. Има сребърен и златен медал от Международен фолклорен фестивал в село Радуил, сребърен медал от Международен фолклорен фестивал в Неделино, участия в национални фестивали в Копривщица, Велико Търново, Костандово, Дорково и др. Гласовете на певиците Велка Кадийска и Истира Керимова са записани в Златния фонд на Българското национално радио по време на ІХ Национален събор на българското народно творчество в Копривщица 2005.